# Smalkantad asbagge
Smalkantad asbagge (Silpha tristis) är en skalbaggge som beskrevs 1798 av Johann Karl Wilhelm Illiger. Den tillhör släktet Silpha och familjen asbaggar.
Smalkantad asbagge förekommer i Nordamerika, Europa och norra Asien, dock inte i Kina.
Arten lever av as från ryggradsdjur, men även av leddjur, molusker och efterlämningar av ryggradsdjur. Den förekommer främst i jordbrukslandskap och skog, men kan även förekomma i urbana miljöer.
Den har en utplattad och skarpkantad halssköld, klubblika antenner och starkt utstående, kägelformiga framfötter. Den har ett mycket gott luktsinne, vilket gör att den kan hitta döda djurkroppar på mycket långt avstånd.